# Hachirō Arita
 (novembre 2024).
Hachirō Arita (有田 八郎, Arita Hachirō, 21 septembre 1884 - 4 mars 1965) est un homme politique et diplomate japonais. Il a été à trois reprises Ministre des affaires étrangères. On lui attribue la paternité du concept de  Sphère de coprospérité de la grande Asie orientale.

## Biographie
Arita est né dans le bourg de Mano (rattachée depuis 2004, à la ville de Sado) sur l'île de Sado au large de Niigata. Après ses études à la Faculté de droit de l'université impériale de Tōkyō  où il se spécialise en droit allemand, il rejoint en 1909, le  Ministère des affaires étrangères. Il fait partie de la délégation japonaise à la conférence de Paris en 1919-1920. En 1927, Arita prend la direction du bureau des affaires asiatiques du   Ministère des affaires étrangères. Il assure par la suite des fonctions dans l'ambassade du Japon en Autriche (1930-1932), puis en Belgique (1933-1936) après un bref passage en tant que vice-ministre des affaires étrangères (1932-1933).
Arita est nommé en avril 1936, Ministre des affaires étrangères au sein du gouvernement Kōki Hirota, poste qu'il occupe jusqu'en février 1937. C'est durant cette période que le Japon signe le Pacte antikomintern avec l'Allemagne. Il redevient Ministre des affaires étrangères dans les cabinets des Premiers ministres Fumimaro Konoe et Kiichiro Hiranuma entre octobre 1938 et août 1939 puis entre janvier et juillet 1940 dans le cabinet du Premier ministre Mitsumasa Yonai. Il est également membre de la Chambre des pairs à partir de 1938.
En 1953, Arita remporte un siège à la Chambre des représentants dans l'ancien premier district de Niigata.  Il tente ensuite sans succès, en 1955 puis 1959, de devenir gouverneur de Tōkyō sous étiquette progressiste.
En 1960, Yukio Mishima révèle dans son roman Utage no ato (宴のあと, Après le banquet) la liaison qu'entretient Arita avec une hôtesse de Ginza. Ce dernier porte alors plainte contre Mishima pour violation de la vie privée. La Cour de justice de Tōkyō donne finalement raison à Arita en 1963, marquant la première fois que le droit au respect de la vie privée d'une personnalité publique est reconnu par la Justice au Japon.
Arita décède en 1965 et sa tombe se situe dans le cimetière de Tama à Fuchū, ville de l'agglomération de Tōkyō.